# Chidera Ejuke
Chidera Ejuke (Lagos, 2 gennaio 1998) è un calciatore nigeriano, attaccante del Siviglia.

## Caratteristiche tecniche
È un'ala sinistra.

## Carriera

### Club
Cresciuto nel settore giovanile del Gombe Utd, nel marzo 2017 è approdato in Europa firmando con il Vålerenga. Ha debuttato con il club norvegese il 30 aprile seguente disputando l'incontro di Eliteserien perso 2-1 contro l'Odd.
Il 15 luglio 2019 è stato acquistato a titolo definitivo dall'Heerenveen.
Il 28 agosto 2020 viene acquistato dal CSKA Mosca.
Il 3 luglio 2022, pochi mesi dopo l'invasione russa dell'Ucraina, decide di sospendere il proprio contratto col club moscovita; dieci giorni dopo viene ceduto in prestito all'Hertha Berlino.
A fine prestito fa ritorno al club russo da cui, dopo avere nuovamente sospeso il proprio contratto, viene ceduto nuovamente a titolo temporaneo, questa volta all'Anversa.
Il 17 giugno 2024 viene acquistato dal Siviglia.

### Nazionale
Ha esordito in nazionale nel 2020; è stato convocato per la Coppa delle nazioni africane 2021.

## Statistiche

### Presenze e reti nei club
Statistiche aggiornate al 20 ottobre 2024.
| Stagione           | Squadra            | Campionato         | Campionato | Campionato | Coppe nazionali | Coppe nazionali | Coppe nazionali | Coppe continentali | Coppe continentali | Coppe continentali | Altre coppe | Altre coppe | Altre coppe | Totale | Totale | Totale |
| Stagione           | Squadra            | Comp               | Pres       | Reti       | Comp            | Pres            | Reti            | Comp               | Pres               | Reti               | Comp        | Pres        | Reti        | Pres   | Reti   |        |
| ------------------ | ------------------ | ------------------ | ---------- | ---------- | --------------- | --------------- | --------------- | ------------------ | ------------------ | ------------------ | ----------- | ----------- | ----------- | ------ | ------ | ------ |
| gen.-mar. 2017     | Gombe Utd          | NPFL               | 3          | 0          | -               | -               | -               | -                  | -                  | -                  | -           | -           | -           | 3      | 0      |        |
| mar.-dic. 2017     | Vålerenga 2        | 2D                 | 10         | 1          | -               | -               | -               | -                  | -                  | -                  | -           | -           | -           | 10     | 1      |        |
| 2018               | Vålerenga 2        | 2D                 | 4          | 2          | -               | -               | -               | -                  | -                  | -                  | -           | -           | -           | 4      | 2      |        |
| Totale Vålerenga 2 | Totale Vålerenga 2 | Totale Vålerenga 2 | 14         | 3          |                 | -               | -               |                    | -                  | -                  |             | -           | -           | 14     | 3      |        |
| mar.-dic. 2017     | Vålerenga          | ES                 | 16         | 4          | CN              | 5               | 1               | -                  | -                  | -                  | -           | -           | -           | 21     | 5      |        |
| 2018               | Vålerenga          | ES                 | 29         | 3          | CN              | 3               | 0               | -                  | -                  | -                  | -           | -           | -           | 32     | 3      |        |
| gen.-lug. 2019     | Vålerenga          | ES                 | 14         | 6          | CN              | 2               | 1               | -                  | -                  | -                  | -           | -           | -           | 16     | 7      |        |
| Totale Vålerenga   | Totale Vålerenga   | Totale Vålerenga   | 59         | 13         |                 | 10              | 2               |                    | -                  | -                  |             | -           | -           | 69     | 15     |        |
| 2019-2020          | Heerenveen         | ED                 | 25         | 9          | CO              | 4               | 1               | -                  | -                  | -                  | -           | -           | -           | 29     | 10     |        |
| 2020-2021          | CSKA Mosca         | PL                 | 25         | 5          | KR              | 3               | 0               | UEL                | 5                  | 0                  | -           | -           | -           | 33     | 5      |        |
| 2021-2022          | CSKA Mosca         | PL                 | 30         | 5          | KR              | 2               | 0               | -                  | -                  | -                  | -           | -           | -           | 32     | 5      |        |
| Totale CSKA Mosca  | Totale CSKA Mosca  | Totale CSKA Mosca  | 55         | 10         |                 | 5               | 0               |                    | 5                  | 0                  |             | -           | -           | 65     | 10     |        |
| 2022-2023          | Hertha Berlino     | BL                 | 20         | 0          | CG              | 1               | 0               | -                  | -                  | -                  | -           | -           | -           | 21     | 0      |        |
| 2023-2024          | Anversa            | PL                 | 21+8       | 3+1        | CB              | 6               | 1               | UCL                | 4                  | 0                  | SB          | -           | -           | 39     | 5      |        |
| 2024-2025          | Siviglia           | PD                 | 9          | 1          | CR              | -               | -               | -                  | -                  | -                  | -           | -           | -           | 9      | 1      |        |
| Totale carriera    | Totale carriera    | Totale carriera    | 214        | 40         |                 | 26              | 4               |                    | 9                  | 0                  |             | -           | -           | 249    | 44     |        |

### Cronologia presenza e reti in nazionale
| Cronologia completa delle presenze e delle reti in nazionale ― Nigeria | Cronologia completa delle presenze e delle reti in nazionale ― Nigeria | Cronologia completa delle presenze e delle reti in nazionale ― Nigeria | Cronologia completa delle presenze e delle reti in nazionale ― Nigeria | Cronologia completa delle presenze e delle reti in nazionale ― Nigeria | Cronologia completa delle presenze e delle reti in nazionale ― Nigeria | Cronologia completa delle presenze e delle reti in nazionale ― Nigeria | Cronologia completa delle presenze e delle reti in nazionale ― Nigeria |
| Data                                                                   | Città                                                                  | In casa                                                                | Risultato                                                              | Ospiti                                                                 | Competizione                                                           | Reti                                                                   | Note                                                                   |
| ---------------------------------------------------------------------- | ---------------------------------------------------------------------- | ---------------------------------------------------------------------- | ---------------------------------------------------------------------- | ---------------------------------------------------------------------- | ---------------------------------------------------------------------- | ---------------------------------------------------------------------- | ---------------------------------------------------------------------- |
| 13-10-2020                                                             | Abuja                                                                  | Nigeria                                                                | 1 – 1                                                                  | Tunisia                                                                | Amichevole                                                             | -                                                                      | 78’                                                                    |
| 13-11-2020                                                             | Benin City                                                             | Nigeria                                                                | 4 – 4                                                                  | Sierra Leone                                                           | Qual. Coppa d'Africa 2021                                              | -                                                                      | 78’                                                                    |
| 7-9-2021                                                               | Mindelo                                                                | Capo Verde                                                             | 1 – 2                                                                  | Nigeria                                                                | Qual. Mondiali 2022                                                    | -                                                                      | 84’                                                                    |
| 7-10-2021                                                              | Lagos                                                                  | Nigeria                                                                | 0 – 1                                                                  | Rep. Centrafricana                                                     | Qual. Mondiali 2022                                                    | -                                                                      |                                                                        |
| 10-10-2021                                                             | Bangui                                                                 | Rep. Centrafricana                                                     | 0 – 2                                                                  | Nigeria                                                                | Qual. Mondiali 2022                                                    | -                                                                      | 67’                                                                    |
| 13-11-2021                                                             | Monrovia                                                               | Liberia                                                                | 0 – 2                                                                  | Nigeria                                                                | Qual. Mondiali 2022                                                    | -                                                                      | 62’                                                                    |
| 11-1-2022                                                              | Garoua                                                                 | Nigeria                                                                | 1 – 0                                                                  | Egitto                                                                 | Coppa d'Africa 2021 - 1º turno                                         | -                                                                      | 72’                                                                    |
| 19-1-2022                                                              | Garoua                                                                 | Guinea-Bissau                                                          | 0 – 2                                                                  | Nigeria                                                                | Coppa d'Africa 2021 - 1º turno                                         | -                                                                      | 57’                                                                    |
| Totale                                                                 |                                                                        | Presenze                                                               | 8                                                                      |                                                                        | Reti                                                                   | 0                                                                      |                                                                        |